# Schabracke (Reitsport)

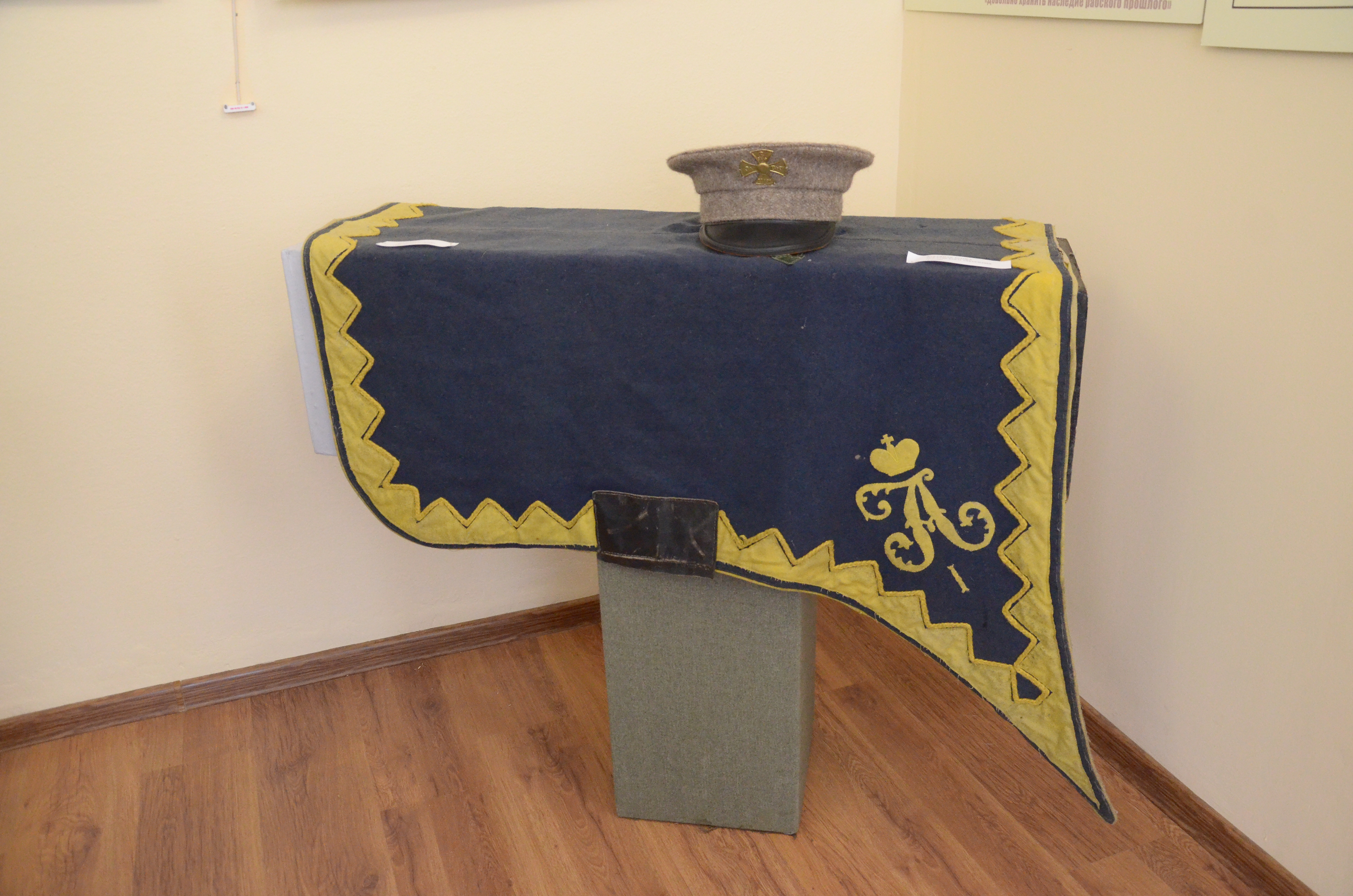
Kavallerieschabracke

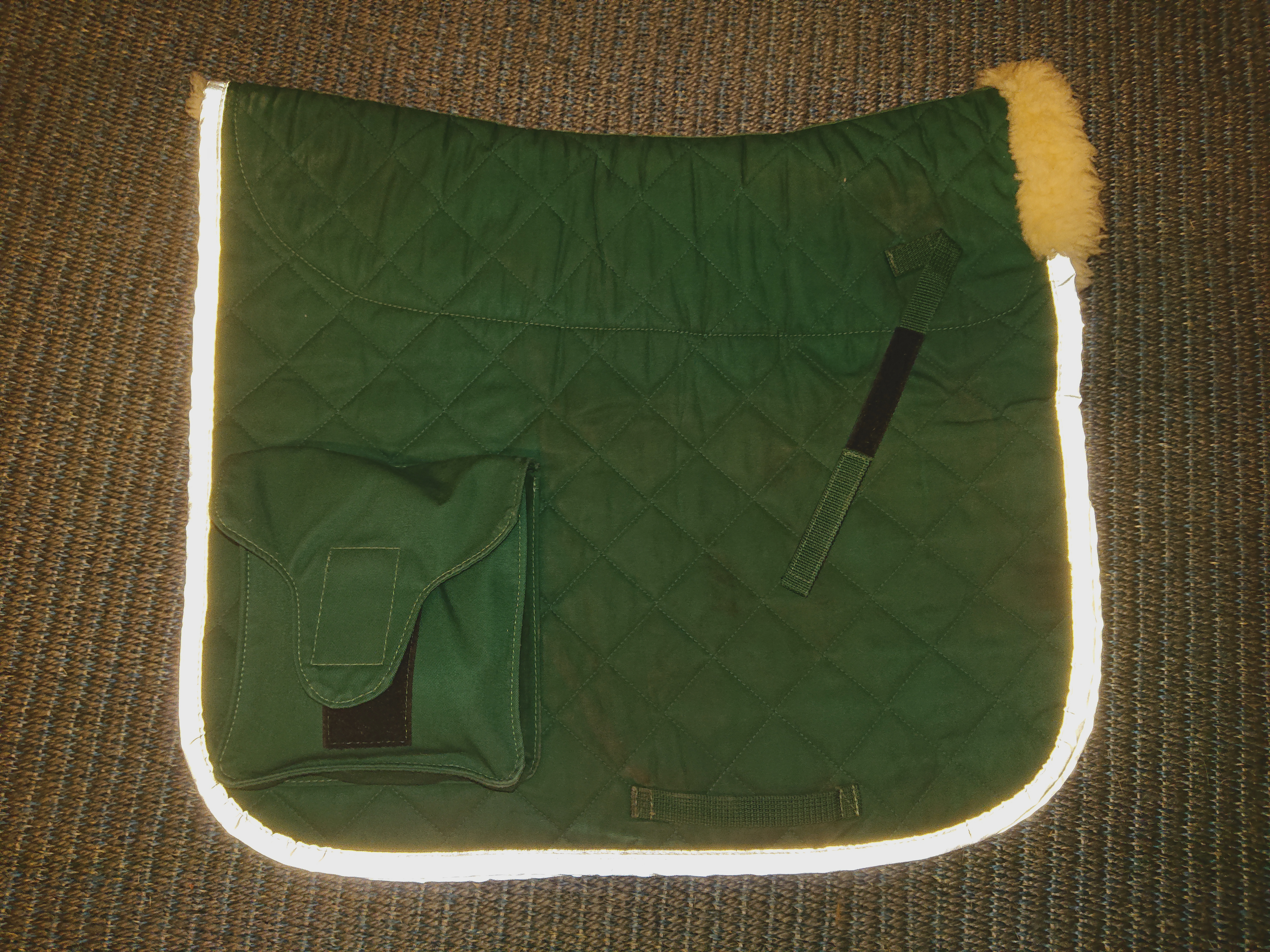
Schabracke zum Wanderreiten mit Tasche, Lammfell im oberen Bereich und reflektierendem Rand

Die Schabracke (von türkisch çaprak, ungarisch csábrák) ist eine Satteldecke, die insbesondere bei festlichen Anlässen und bei Wanderritten Verwendung findet. Mittlerweile wird im alltäglichen Reitsport die Schabracke wegen optischer und technischer Gründe der Satteldecke meist vorgezogen.
Im Gegensatz zur normalen Satteldecke, die in Form des Sattels geschnitten ist, hat sie einen rechteckigen Zuschnitt, der meist länger ist als der Sattel. Dadurch ist es möglich, vom Sattel nicht verdeckte Schriftzüge wie die Initialen des Reiters, den Pferdenamen, das Brandzeichen, das Vereins- oder Sponsorenlogo anzubringen.
Historisch wurde die Schabracke, oft in ausladender Größe und mit verlängerten und an den Flanken des Pferdes herab spitz zulaufenden Enden, bei der Kavallerie als Schmuck über dem Woilach verwendet.

## Wanderreiten
Bei Wanderritten bietet die zusätzliche Fläche die Möglichkeit, Taschen oder Schlaufen zur Unterbringung oder Befestigung von Gepäckteilen anzubringen, ohne dass diese am Pferderücken scheuern. Für Sättel ohne Ösen gibt es Schabracken mit aufgenähten Taschen.
Oft wird auch ein Woilach verwendet. Die vier- bis sechsfach gefaltete Wolldecke bewährt sich bei allen Langstreckenreitern (Kavallerie, Wanderreiter).